# Билли Коннорс
Уильям «Билли» Коннорс (англ. William "Billy" Connors) — персонаж американских комиксов, издаваемых Marvel Comics. Наиболее известен как один из второстепенных персонажей из жизни Человека-паука и сын доктора Курта Коннорса, также известного как Ящер. Большая часть историй с его участием повествует о постоянных страданиях Билли во время трансформаций его отца.

## История публикаций
Билли Коннорс был создан сценаристом Стэном Ли и художником Стивом Дитко и впервые появился в комиксе The Amazing Spider-Man #6 (Ноябрь, 1963).

## Биография вымышленного персонажа
Билли родился во Флориде и был сыном Курта и Марты Коннорс, первый из которых был биологом Семья Коннорсов переехала в Нью-Йорк, чтобы Курт мог продолжить свои исследования в области восстановления конечностей. Результатом проведённого эксперимента стало превращение Курта в Ящера, который погнался за Билли и попытался его съесть. Билли был спасён Человеком-пауком, который вернул его отца к нормальной жизни с помощью противоядия от формулы Ящера.  
Однажды Марта и Билли были похищены филиалом Маджии во главе с Сильвермейном, который хотел, чтобы Курт расшифровал древнюю плиту. Курт вновь стал Ящером, отчего Человеку-пауку и Человеку-факелу пришлось объединить усилия, чтобы спасти Марту и Билли, которые счастливо воссоединились с вылеченным Куртом.
В какой-то момент Билли похитил злодей Стегрон, который потребовал, чтобы Курт помог ему возродить армию динозавров. Человек-Паук и Ящер сразились со Стегроном и спасли Билли от ужасной участи. 
В конце концов Курт решил покинуть свою семью, что сильно огорчило Билли и Марту.  
Тем не менее, Курт вернулся и превратил Билли в другого Ящера, известного как Ящер-младший, однако Человеку-пауку удалось вернуть обоим человеческий облик. 
Некоторое время спустя, Курт упомянул, что Марта и Билли заболели раком. В то время как Марта умерла, Билли выжил, но был вынужден жить со своей тётей. 
Во время сюжетной линии The Gauntlet and Grim Hunt Ящер в конечном итоге съел Билли, дабы окончательно подавить личность Курта Коннорса внутри себя.  
В преддверии сюжетной линии Dead No More: The Clone Conspiracy Шакал создал клонов Марты и Билли, который также погиб ранее, чтобы убедить Курта работать на него. Марта начала работать в New U Technologies. Когда New U Technologies загорелась в результате развернувшегося сражения, Курт увёл с собой Марту и Билли, утверждая, что он в состоянии вылечить их вирус разложения. Он ввёл Марте и Билли формулу ящера, которая стабилизировала их состояния, но в то же время превратила в антропоморфных ящериц.  
Билли и его семья продолжили мирно жить в канализации, время от времени получая дружеские визиты от Питера Паркера и Мэри Джейн Уотсон, хотя Билли желал жить нормальной жизнью, вернуться во внешний мир и посещать обычную школу. Коннорс-старший пресёк его желание, из-за чего Билли начал бунтовать. Позже он был захвачен Крейвеном-охотником и использован в качестве заложника. Крейвен намеревался испытать своего клонированного «потомка» и спровоцировать Человека-паука, являющегося его врагом, на то, чтобы тот стал «охотником». Попав в клетку с Куртом, Человек-паук узнал, что Коннорс отвёл Билли к Доктору Стрэнджу после его воскрешения, который подтвердил, что по причинам, которые он не может понять, душа настоящего Билли переродилась в клонированном теле юноши, что побудило Курта быть готовым принять любые меры, необходимые для защиты его сына.

## Альтернативные версии

### Ultimate Marvel
Во вселенной Ultimate Marvel Билли остался жить с матерью, после того, как та развелась с его отцом. 

## Вне комиксов

### Телевидение
- Билли появляется в мультсериале «Человек-паук» 1967 года, где его озвучила Билли Мэй Ричардс[16]. В этом мультсериале его зовут Билли Коннер.
- В мультсериале «Человек-паук» 1994 года Билли Коннорса озвучил Тоби Скотт Гангер[17].
- Билли Коннорс появляется в мультсериале «Новые приключения Человека-паука» 2008 года, озвученный Максом Буркхолдером[18]. Здесь он представлен как ребёнок с оптимистичным взглядом на жизнь, который часто проводит время в лаборатории, где работают его родители-учёные. Билли первым понимает, что его отец превратился в Ящера, испугавшись, что Курт забудет его. Билли пытается воззвать к его человеческой стороне, позволяя Человеку-пауку дать Курту формулу, которая возвращает его в прежнее состояние. В серии «Занавес» Билли и его семье приходится переехать во Флориду после того, как Майлз Уоррен начал шантажировать Курта, угрожая рассказать совету по образованию о его экспериментов с ящерицами, если Курт раскроет причастность Уоррена к сообществу суперзлодеев.

### Кино
Билли Коннорс в исполнении Майлза Эллиота появляется в вырезанной сцене фильма «Новый Человек-паук» 2014 года. В этой сцене Курт навещает Билли на автобусной остановке. Между ними происходит короткий диалог, в ходе которого Коннорс-старший печально заключает, что он и мать Билли ошибочно учили его не отвечать на нападки людей, которые его обижают.